# Präsidentschafts- und Parlamentswahl in Tansania 2015
Die Präsidentschafts- und Parlamentswahl in Tansania 2015 fand am 25. Oktober statt. Bei ihr wurden der Präsident der Republik und die Mitglieder der Nationalversammlung gewählt.

## Ergebnis

### Präsidentschaftswahl
| Kandidaten                            | Parteien                             | Stimmen    | %    |
| ------------------------------------- | ------------------------------------ | ---------- | ---- |
| John Magufuli                         | Chama Cha Mapinduzi                  | 8.882.935  | 58,5 |
| Edward Lowassa                        | Chama cha Demokrasia na Maendeleo    | 6.072.848  | 40,0 |
| Anna Mghwira                          | Alliance for Change and Transparency | 98.763     | 0,7  |
| Lutalosa Yembe                        | Alliance for Democratic Change       | 66.049     | 0,4  |
| Hashim Spunda Rungwe                  | Chama cha Ukombozi wa Umma           | 49.256     | 0,3  |
| Machmillan Elifatio Lyimo             | Tanzania Labour Party                | 8.198      | 0,1  |
| Janken Malik Kasambala                | National Reconstruction Alliance     | 8.028      | 0,1  |
| Fahmi Nassoro Dovutwa                 | United People’s Democratic Party     | 7.785      | 0,1  |
| Gesamt                                | Gesamt                               | 15.193.862 | 100  |
|                                       |                                      |            |      |
| Ungültige Stimmen                     | Ungültige Stimmen                    | 402.248    | 2,6  |
| Wähler                                | Wähler                               | 15.596.110 | 67,3 |
| Wahlberechtigte                       | Wahlberechtigte                      | 23.161.440 |      |
|                                       |                                      |            |      |
| Quelle: National Electoral Commission |                                      |            |      |

### Parlamentswahl
| Listen                               | Stimmen    | %    | Mandate |
| ------------------------------------ | ---------- | ---- | ------- |
| Chama Cha Mapinduzi                  | 8.166.203  | 55,1 | 260     |
| Chama cha Demokrasia na Maendeleo    | 4.732.782  | 31,9 | 73      |
| Civic United Front                   | 1.297.526  | 8,7  | 42      |
| Alliance for Change and Transparency | 324.317    | 2,2  | 1       |
| NCCR – Mageuzi                       | 183.952    | 1,2  | 1       |
| Chama cha Ukombozi wa Umma           | 23.058     | 0,2  | –       |
| Democratic Party                     | 14.471     | 0,1  | –       |
| United Democratic Party              | 13.757     | 0,1  | –       |
| Tanzania Labour Party                | 13.117     | 0,1  | –       |
| Tanzania Democratic Alliance         | 12.979     | 0,1  | –       |
| Alliance for Democratic Change       | 12.604     | 0,1  | –       |
| Chama cha Haki na Ustawi             | 8.217      | 0,1  | –       |
| Alliance for Tanzania Farmers Party  | 7.504      | 0,1  | –       |
| Sonstige <0,05 %                     | 21.364     | 0,1  | –       |
| Mitglieder von Rechts wegen          | –          | –    | 16      |
| Gesamt                               | 14.831.851 | 100  | 393     |
|                                      |            |      |         |
| Wahlberechtigte                      | 23.161.440 |      |         |
|                                      |            |      |         |
| Quelle: Official Gazette             |            |      |         |